# Ruderverein Gelsenkirchen

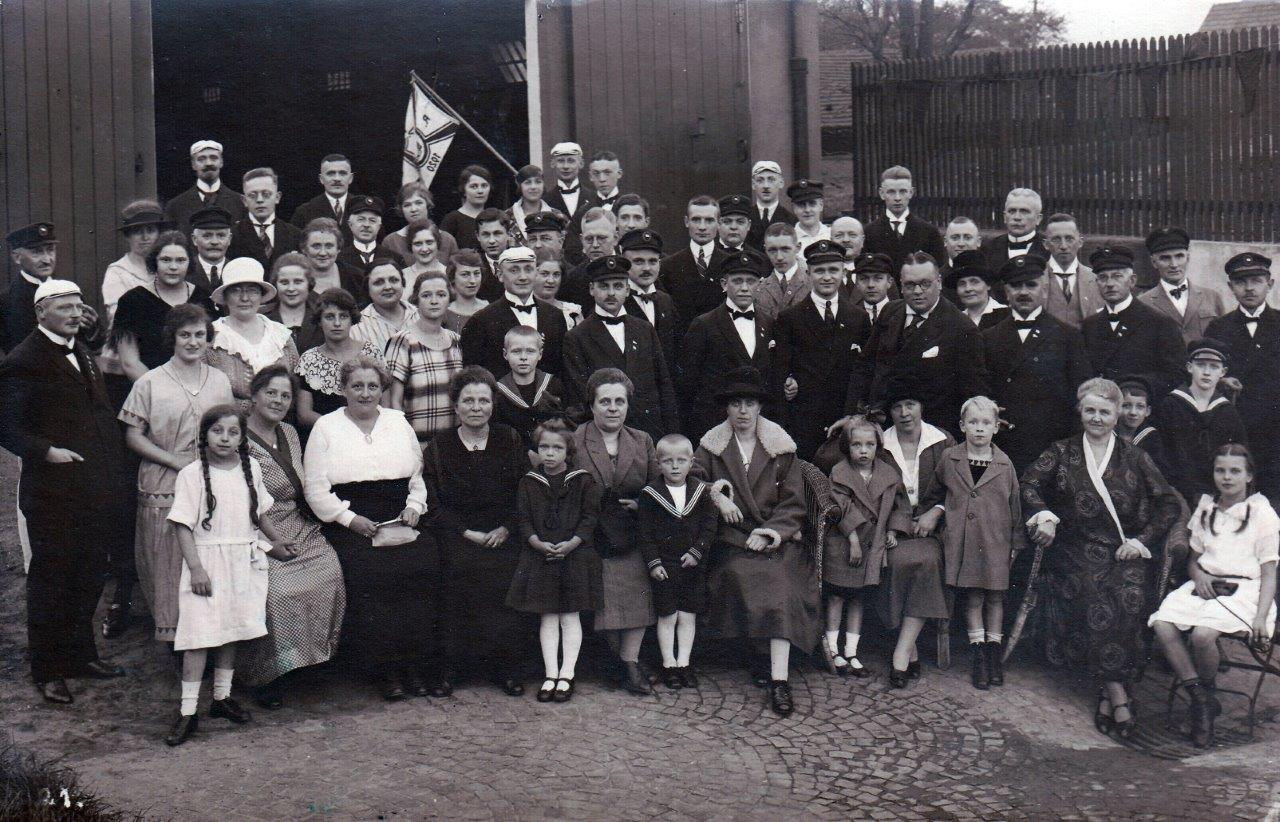
Gruppenaufnahme vor Bootshaus

Der Ruderverein Gelsenkirchen 1920 e. V. (RVG) ist ein gemeinnütziger Sportverein für das Freizeit-, Schüler- und Leistungsrudern in Gelsenkirchen-Schalke. Das Vereinsgelände befindet sich im Hafen Gelsenkirchen am Rhein-Herne-Kanal.
Der RVG wurde am 29. November 1920 gegründet und ist unter VR648 im Vereinsregister beim Amtsgericht Gelsenkirchen eingetragen. Er ist dem Deutschen Ruderverband in Hannover und dem Nordrhein-Westfälischen Ruder-Verband in Duisburg angeschlossen.
Die erste Deutsche Meisterschaft wurde 1947 in Mannheim im Vierer ohne Steuermann errungen. Größter sportlicher Erfolg ist bis heute der Gewinn der Goldmedaille bei den Olympischen Sommerspielen 1960 in Rom durch den Zweier mit Steuermann bestehend aus Heinz Renneberg, Bernhard Knubel und Klaus Zerta. Der gebürtige Gelsenkirchener Thomas Domian begann 1977 beim RVG mit dem Rudersport, wechselte zum Ruderclub Hansa von 1898 nach Dortmund und gewann bei den Olympischen Sommerspielen 1988 in Seoul im Deutschland-Achter die Goldmedaille.
Die hier sichtbar werdende Konzentration der Förderung des Ruderleistungssports auf Bundesstützpunkte, insbesondere im nahen Bundesleistungszentrum Rudern Dortmund (auch: Olympiastützpunkt Westfalen) sowie im benachbarten „Bundesstützpunkt Nachwuchs Rhein-Ruhr Essen“ machte eine Neuorientierung der Vereinsarbeit erforderlich. Der Schwerpunkt liegt heute auf dem Breiten- und Schulsport.
Überlegungen, das 1923 in Betrieb genommene Vereinsgelände wegen Sanierungsbedürftigkeit aufzugeben und in die Nähe der Zoom Erlebniswelt Gelsenkirchen zu verlegen, konnten nicht realisiert werden.